# Загниборода Олексій Семенович
Олексі́й Семе́нович Загниборода (нар. 30 березня 1939, Пасічна, Баришівський район, Київська область — 11 грудня 2003, Київ) — український архітектор, педагог. Дійсний член Української академії архітектури (2000).

## З життєпису
1964 року закінчив Київський інженерно-будівельний інститут.
У 1960—1980 рр. працював керівником архітектурної майстерні в інститутах ДніпроНДІздоров′я, Укркурортпроекті. З 1989 — керівник творчої майстерні Київархпроекту.
Викладав у Київському державному художньому інституті (1976—1998), з 1993 — доцент кафедри архітектурного проектування.
Помер у Києві 11 грудня 2003 року.

## Творчість
Основні роботи: в Євпаторії — курортна поліклініка (1979), грязелікувальна поліклініка, гуртожиток (1980), водолікарня (1982), в Києві — науково-дослідний інститут клінічної та експериментальної хірургії (1978), міжлікарняна аптека в Медмістечку (1985), Інститут нейрохірургії: поліклініка, пансіонат, комплекс операційних на вулиці Платона Майбороди (1993), реконструкція комплексу 14-ї дитячої лікарні — «Охматдит» (1995).